# Psaliodes planiplaga
Psaliodes planiplaga là một loài bướm đêm trong họ Geometridae.